# Parler
Parler (изговаря се: Парлър) е американска алт-тех микроблог и социална мрежа.
Пуснат онлайн през август 2018 г., Parler се самоопределя като свобода на словото и обективна алтернатива на масовите социални мрежи като Twitter и Facebook. Журналистите обаче критикуват това като прикритие за крайнодясната му потребителска база. На някои леви потребители е забранено да участват в Parler за оспорване на преобладаващите гледни точки на сайта, критикуване на Parler или създаване на пародийни акаунти.
Parler не разкрива публично самоличността на собствениците си освен основателя Джон Матце. Ребека Мърсър, инвеститор, известна с приноса си към консервативни лица и организации, е съосновател на компанията, а консервативният политически коментатор Дан Бонгино твърди, че е собственик. Към януари 2021 г., според Parler, уебсайта има около 15 милиона потребители.
След обвинения, че Parler е бил използван за координиране на щурма срещу Капитолия в САЩ, няколко компании отказват социалната мрежа или премахват приложението. Apple и Google премахват мобилното приложение на Parler от своите магазини за приложения, а Parler излиза офлайн изцяло на 10 януари 2021 г., след като Amazon Web Services прекратява неговата хостинг услуга. Parler е възстановен на 15 февруари 2021 г. чрез друг хостинг.

## История
Parler е основан от Джон Матце и Джаред Томсън в Хендерсън, Невада през август 2018 г. Името на компанията е взето от френската дума parler, което означава „говоря“. След като през ноември 2020 г. The Wall Street Journal съобщава, че консервативният инвеститор Ребека Мърсър е финансирала Parler, Мърсър се описва в публикация на Parler като „стартирала Parler“ с Матце, а CNN посочва Мърсър като съосновател на компанията. Матце е главен изпълнителен директор на компанията, а Томсън служи като главен технологичен директор.

### 2018 – 2019
След стартирането си през 2018 г., потребителската база на Parler нараства до 100 000 потребители до май на следващата година. През декември 2018 г. туит от консервативната активистка Кендис Оуенс води 40 000 потребители в уебсайта, причинявайки неизправност на сървърите на Parler. Първоначално услугата привлича някои републикански личности, включително тогавашния мениджър на предизборната кампания на Тръмп Брад Парскал, сенаторът от Юта Майк Лий и адвокатът на Тръмп Руди Джулиани, както и някои, които са блокирани от други социални мрежи, като десни активисти и коментатори. Ройтерс пише, че Parler „е бил дом за поддръжници на американския президент Доналд Тръмп“ до юни 2019 г. Матце заявява пред новинарската организация, че въпреки че е възнамерявал Parler да бъде двупартиен, те са насочили своите маркетингови усилия към консерваторите, когато започват да се присъединяват към услугата.
През юни 2019 г. Parler заявява, че потребителската му база се е удвоила повече от два пъти, след като около 200 000 акаунта от Саудитска Арабия са се регистрирали в мрежата. Предимно поддръжници на саудитския престолонаследник Мохамед бин Салман, потребителите идват от Twitter, след като твърдят, че изпитват цензура в платформата. Въпреки че Twitter не признава премахването на публикации от саудитски потребители, преди това компанията е деактивирала стотици акаунти, подкрепящи правителството на Саудитска Арабия, което Twitter е определило като „неавтентични“ акаунти в „електронна армия“ от програмата на саудитското правителство. Притокът на нови акаунти към Parler причинява някои прекъсвания на услугите, което прави сайта понякога неизползваем. Parler описва саудитските акаунти като част от „националистическото движение на Кралство Саудитска Арабия“ и насърчава другите потребители да ги приветстват в услугата. Някои от саудитските потребители публикуват туит хаштага „#MAGA“ и снимките на президента Тръмп със саудитското кралско семейство, за да получат подкрепа от поддръжниците Тръмп и крайнодесни потребители. Саудитските акаунти са със смесен прием сред съществуващата потребителска база; въпреки че някои ги приветстват, други правят ислямофобски забележки, а някои изразяват убеждението, че новите акаунти са ботове.

### 2020
Parler постига скок на регистрациите в средата на 2020 г. През май, Twitter предизвиква възмущение сред президента Тръмп и неговите поддръжници, когато отбелязва някои от туитовете на президента относно бюлетините за изпращане по пощата като „потенциално заблуждаващи“, а туит относно протестите за Джордж Флойд като „прославяне на насилието“. В отговор, Parler публикува „Декларация за интернет независимост“ по модел на Декларацията за независимост на САЩ и започна да използва хаштага „#Twexit“ (комбинация на „Twitter“ и „Brexit“). Описвайки Twitter като „технически тиранин“, който цензурира консерваторите, кампанията насърчава потребителите на Twitter да се преместят в Parler. Консервативният коментатор Дан Бонгино обявява на 16 юни, че е закупил „дял от собствеността“ на Parler, в опит да „отвърне на удара“ срещу това, което той определя като „технически тирани“ – Facebook и Twitter.
На 19 юни дясната медийна личност Кейти Хопкинс е временно отстранена от Twitter, заради нарушаване на политиките им за „омразно поведение“. Профил, който твърди, че е неин, се появява в Parler малко след това и е бързо проверен от Parler. След като събира 500 долара дарения, поискани от Parler, за да се съди Twitter за забраната, Parler премахва акаунта на имитатора. Профил в Twitter, свързващ се с хакерската група Анонимните, поема отговорност за фалшивият профил на 20 юни и заявява, че ще дари събраните пари на движението Black Lives Matter, движение, на което Хопкинс се подиграва в миналото. Самата Хопкинс се присъединява към Parler на 20 юни. Инцидентът привлича вниманието към Parler в Обединеното кралство. Към 23 юни се присъединяват 13 депутати, а някои британски десни и консервативни активисти подкрепят услугата чрез Twitter.
На 24 юни 2020 г. The Wall Street Journal съобщава, че кампанията на Тръмп търси алтернативи на социалните мрежите, които са ограничили публикациите и рекламата им, и че Parler се обмисля. Сенаторът от Тексас Тед Круз публикува видео в YouTube на 25 юни, в което той критикува другите социални платформи за „грубо заглушаване на онези, с които не са съгласни“ и че е „горд да се присъедини към Parler“.
Жаир Болсонаро, десният президент на Бразилия, се присъединява към Parler на 13 юли. Четири месеца по-рано през март 2020 г. Twitter премахва някои от постовете на президента Болсонаро за нарушаване на техните правила за разпространение на дезинформация, свързана с COVID-19. В резултат, към Parler има вълна от регистрации от Бразилия през юли. Според Bloomberg News, на 15 юли 2020 г. бразилските потребители са съставили над половината от всички регистрации за Parler този месец.
На 1 октомври 2020 г. Ройтерс съобщава, че хората, свързани с Руската агенция за интернет изследвания, група, известна с намесата си в президентските избори през 2016 г., са управлявали акаунти в социалните мрежи както на основните платформи, така и на алтернативните. Един от акаунтите, наречен Лео, идентифициран в разследване на ФБР като „ключов активист в предполагаема руска кампания за дезинформация“, разпространява „позната – и напълно невярна“ информация, включително твърдения, че гласуването по пощата е склонно към измама, че президентът Тръмп е заразен с коронавирус от леви активисти и че кандидатът за президент на Демократическата партия Джо Байдън е „сексуален хищник“. Axios съобщава, че акаунтът не е достигнал голяма част от аудиторията на основните платформи, но е сред алтернативните платформи; акаунтът в Twitter има по-малко от 200 последователи, но 14 000 в Parler. Facebook, Twitter и LinkedIn предприемат действия за спиране на акаунтите от техните платформи.
Също през октомври, когато Facebook, Instagram и YouTube предприемат действия за забрана на съдържание, подкрепящо крайнодясната теория на конспирацията QAnon, хиляди поддръжници на QAnon се регистрират в Parler.
В Parler има вълна от регистрации след президентските избори в САЩ през 2020 г. от американски консерватори, загрижени, че техните постове – или тези на други консерватори в масовите социални мрежи – ще бъдат засегнати от усилията на платформите да отменят дезинформацията за изборите. Приложението е изтеглено близо 1 милион пъти през седмицата след изборния ден на 3 ноември и се изкачва на върха на списъците на Apple App Store и Google Play Store с най-популярните безплатни приложения.

### 2021
Parler е сред социалните мрежи, използвани за планиране на щурма срещу Капитолия на САЩ на 6 януари 2021 г. Според BuzzFeed News, след бунта в Капитолия, Parler е бил „засипан“ със заплахи за смърт, насърчаване на насилието и призиви на привържениците на Тръмп да се присъединят към поредния въоръжен марш към Вашингтон, окръг Колумбия в деня преди встъпването в длъжност на Джо Байдън. Активисти, включително Sleeping Giants, и служители на технологични компании, предоставяли услуги на Parler, започват да оказват натиск върху тези компании, включително Google, Apple и Amazon, да премахнат Parler.
Parler става най-популярното изтеглено приложение в магазина на Apple App на 8 януари 2021 г.

### Изключване от доставчиците
На 8 януари, два дни след щурма на Капитолия, Google обявява, че изтегля Parler от Google Play Store, твърдейки, че липсата на „политики за модериране и прилагане“ представлява „заплаха за обществената безопасност“. Също на 8 януари Apple информира Parler, че са получили жалби за ролята му в координацията на бунта във Вашингтон, съществуването на „нежелано съдържание“ в услугата и че са забелязали, че „приложението изглежда също продължава да се използва за планиране и улесняване на допълнителни незаконни и опасни дейности“, в нарушение на собствените насоки на Parler, забраняващи подобно съдържание. Apple иска от Parler да представи „план за подобряване на модерацията“ в рамките на 24 часа или ще премахне приложението от магазина за приложения. Apple следва предупреждението си на следващия ден, премахвайки Parler от магазина за приложения на 9 януари. Компанията за облачни комуникации Twilio прекратява услугата Parler, което кара двуфакторната система за удостоверяване на услугата да спре да работи; Okta също им отказва достъп до тяхната услуга за управление на самоличността, в резултат на което Parler губи достъп до някои от техните софтуерни инструменти. Освен това компанията за бази данни ScyllaDB прекратява връзката си с Parler, който използва базата данни Enterprise.
На 9 януари Amazon обявява, че ще спре Parler от Amazon Web Services, в сила от 23:59 ч. на следващия ден. Като повтаря обосновката на Google за отпадане на нейната версия на приложението Parler, Amazon заявява, че неспособността на Parler да контролира насилствено съдържание е направила сайта „много реален риск за обществената безопасност“. Parler излиза офлайн, когато Amazon оттегля услугите си за изчислителни облаци по график. На 11 януари Parler съди Amazon срещу антитръстовото законодателство, заявявайки, че спирането на услугите е „очевидно мотивирано от политически подбуди“ и е извършено с намерението да се възползва Twitter чрез намаляване на конкуренцията.
Някои аплодират решенията на технологичните компании да откажат услугата на Parler. Други повдигат опасения относно частните предприятия, които определят какво да остава онлайн.
След изключването се съобщава, че потребителите на Parler са се насочили към други алт-тех уебсайтове, включително CloutHub, Gab, MeWe, Minds, Rumble, DLive и BitChute, както и услуги за криптирани съобщения, включително Telegram и Signal.

### Изтриване на съдържание
След щурма на Капитолия и точно преди Parler да излезе офлайн, са изтрити около 80 терабайта публични публикации в Parler. Изтритите публикации съставляват 99% от публично достъпните публикации, включително над 1 милион видеоклипа, които поддържат GPS метаданни, идентифициращи точните местоположения на местата, където са записани видеоклиповете. Дъмпингът на данни е публикуван онлайн и данните в крайна сметка ще бъдат предоставени от Интернет архива.

### Опити за връщане онлайн
Матце пише в публикация на Parler на 9 януари, че Parler може да не е достъпен за една седмица, тъй като са работили за „възстановяване от нулата“ и преместване при нов доставчик на услуги. В интервю за Fox News на 10 януари той казва, че Parler се е сблъскал с проблеми при намирането на нов доставчик на услуги. Той също така заявява, че други са отказали да работят с Parler: „Всеки доставчик, от услуги за текстови съобщения до доставчици на електронна поща до нашите адвокати, всички ни напуснаха в същия ден.“ На 10 януари Parler прехвърля регистрацията на своят домейн на Epik, регистратор на домейни и компания за уеб хостинг, известна с хостинга на крайнодесни уебсайтове като Gab и Infowars.
Според доклад на Wall Street Journal от 12 януари други платформи за хостинг в облак, които потенциално биха могли да хостят Parler, ще бъдат Google Cloud Platform на Google, платформата Azure на Microsoft или Oracle Cloud платформата на Oracle. Към публикуването Parler не се е свързал с Microsoft и няма да използва Oracle за облачен хостинг; Google отказва коментар, но вестникът отбелязва, че са отказали на Parler в техния магазин за приложения. Вестникът също така отбелязва, че Parler може да обмисли използването на по-малки компании за хостинг в облак, но че някои технолози се съмняват в способността на такива компании да осигурят стабилен хостинг на такава широко използвана услуга. Един такъв по-малък доставчик, DigitalOcean, заявява, че няма да приеме Parler като техен клиент.
Интервюиран от Ройтерс на 13 януари, Матце казва, че не знае кога и дали Parler ще се върне онлайн.